# Anel Ahmedhodžić
Anel Ahmedhodžić (* 26. března 1999 Malmö) je bosenský profesionální fotbalista švédského původu, který hraje na pozici středního obránce za anglický klub Sheffield United FC a za bosenský národní tým.

## Klubová kariéra
Ahmedhodžić začínal s fotbalem ve svém rodném městě v klubu Malmö FF a v lednu 2016 se připojil k akademii anglického týmu Nottingham Forest. Svůj profesionální debut si odbyl 30. prosince proti Newcastlu United ve věku 17 let.

### Malmö FF
V lednu 2019 se Ahmedhodžić vrátil do Malmö FF, se kterým podepsal smlouvu na tři roky. Svůj debut za tým si odbyl 30. června proti AIK.
V červenci odešel na sezónní hostování do dánského klubu Hobro IK, ale v lednu 2020 bylo hostování předčasně ukončeno. 21. července vstřelil proti Esbjergu svůj první profesionální gól. V dubnu 2020 podepsal Ahmedhodžić s Malmö FF novou tříletou smlouvu. První trofej s klubem získal 8. listopadu 2020, kdy se stal mistrem ligy.
Dne 14. září 2021 Ahmedhodžić debutoval v Lize mistrů v zápase proti Juventusu.
V lednu 2022 odešel do konce sezony na hostování do francouzského Bordeaux.

### Sheffield United
V červenci 2022 se po návratu z Francie přesunul do Anglie, když přestoupil do druholigového Sheffieldu United za částku okolo 4,5 milionů euro. V klubu debutoval 6. srpna proti Millwallu. 17. srpna vstřelil svůj první gól za Sheffield, a to při vítězství nad Sunderlandem. V průběhu sezóny 2022/23 se stal jedním z nejdůležitějších hráčů týmu, 6 brankami v 34 ligových zápasech přispěl k postupu do Premier League, kam se Sheffield navrátil po dvouleté odmlce.

## Reprezentační kariéra
Ahmedhodžić reprezentoval Švédsko na mládežnických úrovních a 9. ledna 2020 debutoval v seniorské reprezentaci v přátelském utkání proti Moldavsku. V srpnu se však rozhodl, že v budoucnu bude hrát za Bosnu a Hercegovinu.
V září 2020 obdržel první pozvánku do bosenské reprezentace, a to na kvalifikační zápasy o EURO 2020 proti Severnímu Irsku a zápasy Ligy národů 2020/21 proti Nizozemsku a Polsku. Debutoval 8. října proti Severnímu Irsku.